# Deputazioni di storia patria
Les Deputazioni d'història pàtria són diversos instituts de caràcter local, sostinguts de l'Estat italià, sorgits en les regions italianes durant el segle xix, durant el procés d'annexions i formació del Regne d'Itàlia. El seu objectius principal fou promoure estudis històrics relatius als territoris dels Estats Italians pre-unitaris. així com publicar diverses obres històriques periòdiques.

## Lesdeputazionii les societats

### Deputazioni
- Deputazione di storia patria negli Abruzzi
- Deputazione di storia patria per il Friuli.
- Deputazione di storia patria per la Calabria.
- Deputazione di storia patria per la Lucania
- Deputazione di storia patria per la Sardegna.
- Deputazione di storia patria per la Toscana.
- Deputazione di storia patria per la Venezia Giulia.
- Deputazione di storia patria per le antiche provincie modenesi.
- Deputazione di storia patria per le Marche.
- Deputazione di storia patria per le province di Romagna.
- Deputazione di storia patria per le province parmensi.
- Deputazione di storia patria per le Venezie
- Deputazione di storia patria per l'Umbria
- Deputazione subalpina di storia patria

### Societats
- Società dalmata di storia patria
- Società ligure di storia patria
- Società napoletana di storia patria
- Società nissena di storia patria
- Società pavese di storia patria
- Società reggiana di studi storici
- Società romana di storia patria
- Società salernitana di storia patria
- Società savonese di storia patria
- Società siciliana di storia patria
- Società storica lombarda
- Società di storia patria per la Puglia
- Società storica di Terra d'Otranto
- Società storica della Valdelsa
- Società storica pisana
- Società toscana per la storia del Risorgimento italiano
- Società pistoiese di storia patria

#### Societast sicilianes locals d'Història Pàtria
- Consulta regionale delle Società di Storia Patria siciliane, Caltanissetta
- Società Agrigentina di Storia Patria, Agrigento
- Società Calatina di Storia Patria e Cultura, Caltagirone
- Società Nissena di Storia Patria, Caltanissetta
- Società di Storia Patria per la Sicilia Orientale, Catania
- Società Ipparina di Storia Patria, Comiso
- Società Giarrese di Storia Patria e Cultura, Giarre
- Società Ispicese di Storia Patria, Ispica
- Associazione Marsalese di Storia Patria, Marsala
- Società Messinese di Storia Patria, Messina
- Società Milazzese di Storia Patria, Milazzo
- Centro studi storici di Monforte San Giorgio e del Valdemone
- Società Siciliana di Storia Patria, Palermo
- Società Pattese di Storia Patria, Patti
- Società di Storia Patria della Sicilia centro-meridionale, Piazza Armerina
- Società Ragusana di Storia Patria, Ragusa
- Società Ramacchese di Storia Patria e Cultura, Ramacca
- Società di Storia Patria Francesco Rosolino Fazio, Roccapalumba
- Società di Storia Patria Santa Croce Camerina
- Società Siracusana di Storia Patria, Siracusa
- Società Trapanese di Storia Patria, Trapani